# Галактики Аро
Галактики Аро— галактики відкриті Гільєрмо Аро 1956 року за власним методом виявлення блакитних об'єктів. Він подав список з 44 об'єктів і повідомив, що частина з них, судячи за зображеннями з об'єктивною призмою, або з зображеннях, зробленими у Лікській обсерваторії, мають у спектрі яскраві лінії високого збудження. Дві-три найяскравіші з них досягали величини 13m. Дослідження галактик Аро здійснювалося в 60-х—70-х роках. Подальші дослідження активних галактик здійснюються за каталогом Маркаряна.

Воронцов-Вельямінов, досліджуючи галактики Аро, зробив висновок, що їх можна поділити на 2 групи:
1. Галактики високої світності, спіральні та неправильні, в яких яскраві лінії обумовлено величезними областями газу, що перебувають поза ядром галактики; іонізує газ велика кількість гарячих гігантів.
2. Яскраві карлики з великою світністю ядерної ділянки. Від великих галактик з гарячими ядерними областями їх відрізняє менший розмір плоскої складової.

Розміри галактик Аро — від 3 до 16 кпс. Абсолютні світності — від −15m до −20m.

## Характеристики деяких галактик Аро
| № по Аро | NGC   | MCG      | mph  | Опис           | Vr, км/с | d, пк | D, пк | Mph   | μ    |
| -------- | ----- | -------- | ---- | -------------- | -------- | ----- | ----- | ----- | ---- |
| 1        | 2415  | 6—16—21  | 13,5 | (N)            | +3789    | —     | 7700  | −19,4 | 21,6 |
| 2        | —     | 9—17—70  | 14   | E              | 1374     | 2400  | 4000  | −16,7 | —    |
| 3        | 3353  | 9—18—22  | 13   | (N); H         | 862      | 2300  | 2500  | −16,6 | —    |
| 5        | 3991a | 6—26—60  | 14,1 | F              | 3298     | —     | 10600 | −18,5 | 21,6 |
| 6        | —     | 1—31—30  | 16   | Ne             | 1927     | —     | 2300  | −15,4 | 22,4 |
| 7        | 4234  | 1—31—35  | 13,4 | BB; Dd; 1 Cd   | 2024     | 1800  | 5900  | −18,1 | 22,3 |
| 8        | —     | 1—31—50  | 14,5 | Ne; 1 wwt      | 1596     | 900   | 1900  | −16,5 | 21,4 |
| 9        | 4670  | 5—30—72  | 12,6 | N; 2 ma; H     | 1209     | 2800  | 5600  | −18,9 | —    |
| 10       | 5253  | —5—32—60 | 10,7 | E              | 242      | 1400  | 3100  | −16,3 | —    |
| 14       | 244   | —3—3—3   | 13   | N; Hap         | 1021     | 1500  | 2700  | −17,0 | 20,4 |
| 15       | —     | —2—3—19  | 14   | F+* ?          | 6592     | —     | 11500 | −20,1 | 21,3 |
| 18       | 1820* | —5—7—12  | 13,5 | (N); Hb        | 1389     | —     | 2300  | —     | —    |
| 26       | 3510  | 5—26—40  | 12,8 | L; 1 lwa, 1 lc | 671      | 1500  | 7700  | −16,3 | 22,7 |
| 27       | —     | 5—28—10  | 14,5 | (N); H         | 2970     | 3500  | 4450  | −20,8 | —    |
| 28       | 4218  | 8—22—88  | 13,6 | (Nc)           | 1388     | —     | 3300  | −17,1 | —    |

де d — внутрішній діаметр, яскравої, а D — діаметр зовнішньої частини; μ — середня поверхнева яскравість на квадратну секунду.